# Ефремов, Вениамин Георгиевич
Вениами́н Гео́ргиевич Ефре́мов (5 января 1928, Красная Горка, Оршанский кантон, Марийская автономная область, РСФСР, СССР) — советский деятель сельского хозяйства. Первый председатель Марийского треста «Птицепром» (1967—1988). Заслуженный работник сельского хозяйства РСФСР (1985). Член КПСС.

## Биография
Родился 5 января 1928 года в с. Красная Горка ныне Оршанского района Марий Эл в крестьянской семье.
С 1943 года в Оршанской МТС: тракторист, затем исполняющий обязанности главного инженера. В 1956 году окончил Саратовский институт механизации сельского хозяйства имени М. Е. Калинина. Затем был директором Моркинской МТС, в 1957—1960 годах — 2-м секретарём Моркинского райкома КПСС, в 1960—1962 годах — начальником Горномарийского управления сельского хозяйства Марийской АССР. 
С 1967 по 1988 год первым руководил Марийским трестом «Птицепром». Проявил высокие способности при организации и развитии треста: выбор площадки для строительства птицефабрики «Волжская», согласование документов для её комплектации оборудованием Марийского машиностроительного завода (вместо серийного), организация производства, внедрение новых технологий, перевод маломощной Акашевской фабрики на племрепродуктор, увеличение мощности птицефабрики «Горномарийская», создание племптицесовхоза «Комсомольский», птицефабрики «Советская», подбор кадров и пр. В результате этого трест оказался в числе 5-ти ведущих в СССР.
За достижения в области сельского хозяйства в 1985 году ему присвоено почётное звание «Заслуженный работник сельского хозяйства РСФСР». Награждён орденами Октябрьской революции, Трудового Красного Знамени (дважды), «Знак Почёта», медалями ВДНХ (трижды), а также 2-мя почётными грамотами Президиума Верховного Совета Марийской АССР.
В настоящее время проживает в Йошкар-Оле.

## Звания и награды
- Заслуженный работник сельского хозяйства РСФСР (1985)[1][2]
- Орден Октябрьской Революции (1975)[1][2]
- Орден Трудового Красного Знамени (1971, 1981)[1][2]
- Орден «Знак Почёта» (1965)[1][2]
- Золотая медаль ВДНХ (1970)[1][2]
- Серебряная медаль ВДНХ[1][2]
- Бронзовая медаль ВДНХ[1][2]
- Медаль «За доблестный труд. В ознаменование 100-летия со дня рождения Владимира Ильича Ленина»
- Медаль «За отвагу на пожаре» (1973)[1][2]
- Почётная грамота Президиума Верховного Совета Марийской АССР (1978, 1988)[1][2]